# Colias alexandra
Espèce
Colias alexandra est un  insecte lépidoptère de la famille des Pieridae de la sous-famille des Coliadinae et du genre Colias.

## Dénomination
Colias alexandra a été nommé par William H. Edwards en 1863.

### Sous-espèces  et formes
- Colias alexandra alexandra présent au Canada dans l'Alberta et aux USA dans l'Utah, le Wyoming, le Colorado, le Montana, le Dakota du Sud et le Nebraska.
- Colias alexandra apache (Ferris, 1988) en Arizona et au Nouveau-Mexique.
- Colias alexandra columbiensis (Ferris, 1973) en Colombie-Britannique, Alberta et Idaho.
- Colias alexandra edwardsii (Edwards, 1870) au Nevada, en Californie, Oregon, Idaho et Montana[1].

### Noms vernaculaires
Colias alexandra se nomme Queen Alexandra's Sulphur ou Alexandra Sulphur ou Ultraviolet Sulfur  en anglais.

## Description
Colias alexandra est un papillon de taille moyenne (son envergure varie de 38 à 57 mm), d'une couleur jaune brillant avec ou non suivant les sous-espèces une bordure marron. Les franges sont jaunes pour Colias alexandra alexandra, parfois roses pour Colias alexandra colombasis.
Certaines femelles peuvent être blanches

### Chenille
Les chenilles sont vertes ornées de raie longitudinales plus ou moins foncées.

## Biologie

### Période de vol et hivernation
Colias alexandra hiverne au stade de chenille.
Colias alexandra vole de mi-mai à août, en une seule génération.

### Plantes hôtes
Les plantes hôtes de sa chenille sont diverses : des Thermopsis, de très nombreux Astragalus, des Lathyrus, des Oxytropis et des  Lupinus.

## Écologie et distribution
Colias alexandra est présent dans tout le nord-ouest de l'Amérique du Nord. Au Canada il réside en Saskatchewan, dans l'Alberta et la Colombie-Britannique. Aux USA il réside dans l'Utah, le Wyoming, le Colorado, le Montana, le Dakota du Sud et le Nebraska, le Nevada, l'Oregon, l'Idaho, l'Arizona, la Californie et le Nouveau-Mexique,.

### Biotope
Colias alexandra réside dans les prés, les bois clairs et les bords de routes.

### Protection
Pas de statut de protection particulier.